# Ahmad Mu’ajtik
Ahmad Umar Ahmad Mu’ajtik (arab. أحمد عمر أحمد معيتيق, Aḥmad ʿUmar Aḥmad Muʿaytīq; ur. 1972 w Misracie) – libijski biznesmen i polityk, zastępca premiera Libii w Rządzie Pojednania Narodowego.
Ahmad Mu’ajtik jest politykiem niezależnym, jednak silnie wspieranym przez utworzoną przez Bractwo Muzułmańskie, Partię Sprawiedliwości i Rozwoju. Miał zastąpić na stanowisku Abd Allaha as-Saniego, który zrezygnował z piastowania stanowiska.
Mu’ajtik został wybrany premierem po wygranej elekcji w Powszechnym Kongresie Narodowym. W I turze pośredniego głosowania pokonał Umara al-Hasiego stosunkiem głosów 73-43. W kolejnym głosowaniu otrzymał 113 z 185 głosów, jednak nie mógł zostać zaprzysiężony, gdyż wymagane kworum wyniosło 120 głosów. W trzecim głosowaniu poparło go 121 deputowanych. W czasie formowania gabinetu w Libii doszło do zbrojnego buntu gen. Haftara, który deklarował "oczyszczenie parlamentu z islamistów". Po sformułowaniu gabinetu, 25 maja 2014 otrzymał wotum zaufania (83-12), a dzień później został zaprzysiężony.
Sformowanie nowego gabinetu spotkało się z oporem środowisk opozycyjnych i ustępującego rządu as-Saniego. 9 czerwca 2014 sąd uznał wybór Mu'ajtika na szefa rządu za sprzeczny z tymczasową konstytucją. Nieuznawany przez część środowisk politycznych premier był zmuszony ustąpić. Abd Allah as-Sani pozostał na stanowisku premiera.
Po rozmowach pokojowych prowadzonych przez Organizację Narodów Zjednoczonych i podpisaniu Libijskiego Porozumienia Politycznego, został wybrany zastępcą premiera w Rządzie Pojednania Narodowego oraz wiceprezydentem nowo utworzonej Rady Prezydenckiej. 
Jest on siostrzeńcem byłego przewodniczącego Rady Państwa Libii - Abdulrahmana Sewehliego i prawnukiem Ramadana Sewehliego.